# Édouard Roger-Vasselin
Édouard Roger-Vasselin (Gennevilliers, 28 november 1983) is een Franse tennisser die sinds 2001 uitkomt in het professionele circuit.
Roger-Vasselin won tot en met 2022 27 ATP-toernooizeges in het dubbelspel.
Op de ATP Challenger Tour won Roger-Vasselin tot en met 2022 vier toernooien in het enkelspel en zestien in het dubbelspel.
Édouard is de zoon van voormalig tennisprof Christophe Roger-Vasselin.

## Palmares
| Legenda                       | Legenda               |
| ----------------------------- | --------------------- |
| Grand Slam                    |                       |
| Olympische Spelen             |                       |
| tot 2009                      | vanaf 2009            |
| Tennis Masters Cup            | ATP Finals            |
| ATP Masters Series            | ATP Tour Masters 1000 |
| ATP International Series Gold | ATP Tour 500          |
| ATP International Series      | ATP Tour 250          |

### Enkelspel
| nr.                          | finale            | toernooi         | ondergrond    | tegenstander       | score                    |         |
| ---------------------------- | ----------------- | ---------------- | ------------- | ------------------ | ------------------------ | ------- |
| verloren finales             |                   |                  |               |                    |                          |         |
| 1.                           | 3 maart 2013      | ATP Delray Beach | Hardcourt     | Ernests Gulbis     | 6-7(3), 3-6              | details |
| 2.                           | 5 januari 2014    | ATP Chennai      | Hardcourt     | Stanislas Wawrinka | 5-7, 2-6                 | details |
| gewonnen finales challengers |                   |                  |               |                    |                          |         |
| 1.                           | 3 juli 2005       | Montauban        | Gravel        | Roko Karanušić     | 6-4, 6-4                 |         |
| 2.                           | 21 maart 2010     | Sarajevo         | Hardcourt (i) | Karol Beck         | 6-7(5), 6-1, 1-0, opgave |         |
| 3.                           | 17 juli 2011      | Granby           | Hardcourt     | Matthias Bachinger | 7-6(9), 4-6, 6-1         |         |
| 4.                           | 17 september 2011 | Saint-Remy       | Hardcourt     | Arnaud Clément     | 6-4, 6-3                 |         |

### Dubbelspel
| nr.                                      | finale            | toernooi             | ondergrond    | partner               | tegenstanders                             | score                               |         |
| ---------------------------------------- | ----------------- | -------------------- | ------------- | --------------------- | ----------------------------------------- | ----------------------------------- | ------- |
| gewonnen finales herendubbel             |                   |                      |               |                       |                                           |                                     |         |
| 1.                                       | 5 februari 2012   | ATP Montpellier (1)  | Hardcourt (i) | Nicolas Mahut         | Paul Hanley Jamie Murray                  | 6-4, 7-6(4)                         | details |
| 2.                                       | 21 februari 2012  | ATP Marseille (1)    | Hardcourt (i) | Nicolas Mahut         | Dustin Brown Jo-Wilfried Tsonga           | 3-6, 6-3, [10-6]                    | details |
| 3.                                       | 23 september 2012 | ATP Metz (1)         | Hardcourt (i) | Nicolas Mahut         | Johan Brunström Frederik Nielsen          | 7-6(3), 6-4                         | details |
| 4.                                       | 14 juli 2013      | ATP Newport          | Gras          | Nicolas Mahut         | Tim Smyczek Rhyne Williams                | 6-7(4), 6-2, [10-5]                 | details |
| 5.                                       | 28 juli 2013      | ATP Atlanta          | Hardcourt     | Igor Sijsling         | Colin Fleming Jonathan Marray             | 7-6(6), 6-3                         | details |
| 6.                                       | 6 oktober 2013    | ATP Tokio (1)        | Hardcourt     | Rohan Bopanna         | Jamie Murray John Peers                   | 7-6(5), 6-4                         | details |
| 7.                                       | 23 februari 2014  | ATP Marseille (2)    | Hardcourt (i) | Julien Benneteau      | Paul Hanley Jonathan Marray               | 4-6, 7-6(6), [13-11]                | details |
| 8.                                       | 8 juni 2014       | Roland Garros        | Gravel        | Julien Benneteau      | Marcel Granollers Marc López              | 6-3, 7-6(1)                         | details |
| 9.                                       | 26 juli 2015      | ATP Bogota           | Hardcourt     | Radek Štěpánek        | Mate Pavic Michael Venus                  | 7-5, 6-3                            | details |
| 10.                                      | 23 augustus 2015  | ATP Cincinnati       | Hardcourt     | Daniel Nestor         | Marcin Matkowski Nenad Zimonjić           | 6-2, 6-2                            | details |
| 11.                                      | 27 september 2015 | ATP Metz (2)         | Hardcourt (i) | Łukasz Kubot          | Pierre-Hugues Herbert Nicolas Mahut       | 2-6, 6-3, [10-7]                    | details |
| 12.                                      | 24 juli 2016      | ATP Washington       | Hardcourt     | Daniel Nestor         | Łukasz Kubot Alexander Peya               | 7-6(3), 7-6(4)                      | details |
| 13.                                      | 23 oktober 2016   | ATP Antwerpen (1)    | Hardcourt (i) | Daniel Nestor         | Pierre-Hugues Herbert Nicolas Mahut       | 6-4, 6-4                            | details |
| 14.                                      | 24 september 2017 | ATP Metz (3)         | Hardcourt (i) | Julien Benneteau      | Wesley Koolhof Artem Sitak                | 7-5, 6-3                            | details |
| 15.                                      | 23 september 2018 | ATP Metz (4)         | Hardcourt (i) | Nicolas Mahut         | Ken Skupski Neal Skupski                  | 6-1, 7-5                            | details |
| 16.                                      | 21 oktober 2018   | ATP Antwerpen (2)    | Hardcourt (i) | Nicolas Mahut         | Marcelo Demoliner Santiago González       | 6-4, 7-5                            | details |
| 17.                                      | 10 februari 2019  | ATP Montpellier (2)  | Hardcourt (i) | Ivan Dodig            | Benjamin Bonzi Antoine Hoang              | 6-4, 6-3                            | details |
| 18.                                      | 25 mei 2019       | ATP Lyon             | Gravel        | Ivan Dodig            | Ken Skupski Neal Skupski                  | 6-4, 6-3                            | details |
| 19.                                      | 6 oktober 2019    | ATP Tokio (2)        | Hardcourt     | Nicolas Mahut         | Nikola Mektić Franko Škugor               | 7-6(7), 6-4                         | details |
| 20.                                      | 20 oktober 2019   | ATP Stockholm        | Hardcourt (i) | Henri Kontinen        | Mate Pavić Bruno Soares                   | 6-4, 6-2                            | details |
| 21.                                      | 18 oktober 2020   | ATP Sint-Petersburg  | Hardcourt (i) | Jürgen Melzer         | Marcelo Demoliner Matwé Middelkoop        | 6-2, 7-6(4)                         | details |
| 22.                                      | 28 februari 2021  | ATP Montpellier (3)  | Hardcourt (i) | Henri Kontinen        | Jonathan Erlich Andrei Vasilevski         | 6-2, 7-5                            | details |
| 23.                                      | 16 oktober 2022   | ATP Florence         | Hardcourt (i) | Nicolas Mahut         | Ivan Dodig Austin Krajicek                | 7–6(4), 6–3                         | details |
| 24.                                      | 26 februari 2023  | ATP Marseille        | Hardcourt (i) | Santiago González     | Nicolas Mahut Fabrice Martin              | 4–6, 7–6(4), [10–7]                 | details |
| 25.                                      | 1 april 2023      | ATP Miami            | Hardcourt     | Santiago González     | Nicolas Mahut Austin Krajicek             | 7–6(4), 7–5                         | details |
| 26.                                      | 5 augustus 2023   | ATP Los Cabos        | Hardcourt     | Santiago González     | Andrew Harris Dominik Koepfer             | 6–4, 7–5                            | details |
| 27.                                      | 29 oktober 2023   | ATP Bazel            | Hardcourt (i) | Santiago González     | Hugo Nys Jan Zielinski                    | 6-7(8), 7-6(3), [10-3]              | details |
| 28.                                      | 6 november 2023   | ATP Parijs           | Hardcourt (i) | Santiago González     | Rohan Bopanna Matthew Ebden               | 6-2, 5-7, [10-7]                    | details |
| verloren finales herendubbel             |                   |                      |               |                       |                                           |                                     |         |
| 1.                                       | 21 juli 2013      | ATP Bogota           | Hardcourt     | Igor Sijsling         | Purav Raja Divij Sharan                   | 6-7(4), 6-7(3)                      | details |
| 2.                                       | 12 oktober 2014   | ATP Shanghai         | Hardcourt     | Julien Benneteau      | Bob Bryan Mike Bryan                      | 3-6, 6-7(3)                         | details |
| 3.                                       | 16 augustus 2015  | ATP Montreal/Toronto | Hardcourt     | Daniel Nestor         | Bob Bryan Mike Bryan                      | 6-7(5), 6-3, [6-10]                 | details |
| 4.                                       | 11 oktober 2015   | ATP Peking           | Hardcourt     | Daniel Nestor         | Vasek Pospisil Jack Sock                  | 6-3, 3-6, [6-10]                    | details |
| 5.                                       | 8 juni 2014       | Roland Garros        | Gras          | Julien Benneteau      | Pierre-Hugues Herbert Nicolas Mahut       | 4-6, 6-7(1), 3-6                    | details |
| 6.                                       | 14 mei 2017       | ATP Madrid           | Gravel        | Nicolas Mahut         | Łukasz Kubot Marcelo Melo                 | 5-7, 3-6                            | details |
| 7.                                       | 25 juni 2017      | ATP Londen           | Gras          | Julien Benneteau      | Jamie Murray Bruno Soares                 | 2-6, 3-6                            | details |
| 8.                                       | 29 oktober 2017   | ATP Bazel            | Hardcourt (i) | Fabrice Martin        | Ivan Dodig Marcel Granollers              | 5-7, 6-7(6)                         | details |
| 9.                                       | 14 april 2018     | ATP Marrakesh        | Gravel        | Benoît Paire          | Nikola Mektić Alexander Peya              | 5-7, 6-3, [7-10]                    | details |
| 10.                                      | 5 augustus 2018   | ATP Washington       | Hardcourt     | Mike Bryan            | Jamie Murray Bruno Soares                 | 6-3, 3-6, [4-10]                    | details |
| 11.                                      | 28 oktober 2018   | ATP Wenen            | Hardcourt (i) | Mike Bryan            | Joe Salisbury Neal Skupski                | 6–7(5), 3–6                         | details |
| 12.                                      | 13 juli 2019      | Wimbledon            | Gras          | Nicolas Mahut         | Juan Sebastián Cabal Robert Farah Maksoud | 7-6(5), 6-7(5), 6-7(6), 7-6(5), 3-6 | details |
| 13.                                      | 22 september 2019 | ATP Metz             | Hardcourt (i) | Nicolas Mahut         | Robert Lindstedt Jan-Lennard Struff       | 6-2, 6-7(1), [4-10]                 | details |
| 14.                                      | 14 november 2020  | ATP Sofia            | Hardcourt (i) | Jürgen Melzer         | Jamie Murray Neal Skupski                 | Walk-over                           | details |
| 15.                                      | 22 november 2020  | ATP Finals           | Hardcourt (i) | Jürgen Melzer         | Wesley Koolhof Nikola Mektić              | 2-6, 6-3, [5-10]                    | details |
| 16.                                      | 20 maart 2022     | ATP Indian Wells     | Hardcourt     | Santiago González     | John Isner Jack Sock                      | 6-7(4), 3-6                         | details |
| 17.                                      | 30 oktober 2022   | ATP Bazel            | Hardcourt (i) | Nicolas Mahut         | Ivan Dodig Austin Krajicek                | 4–6, 6–7(5)                         | details |
| gewonnen finales challengers herendubbel |                   |                      |               |                       |                                           |                                     |         |
| 1.                                       | 10 juli 2005      | Scheveningen         | Gravel        | Julien Benneteau      | Steve Darcis Kristof Vliegen              | 5-7, 7-5, 7-6(5)                    |         |
| 2.                                       | 24 juli 2005      | Tampere              | Gravel        | Marc Gicquel          | Adam Chadaj Filip Urban                   | 6-4, 4-6, 6-1                       |         |
| 3.                                       | 30 juli 2006      | Tampere              | Gravel        | Thierry Ascione       | Lauri Kiiski Tero Vilen                   | 5-7, 6-2, [12-10]                   |         |
| 4.                                       | 8 juni 2008       | Surbiton             | Gras          | Arnaud Clément        | Harel Levy Jim Thomas                     | 7-6(4), 6-7(3), [10-7]              |         |
| 5.                                       | 8 maart 2009      | Cherbourg            | Hardcourt (i) | Arnaud Clément        | Martin Fischer Martin Slanar              | 4-6, 6-2, [10-3]                    |         |
| 6.                                       | 9 augustus 2009   | Segovia              | Hardcourt     | Nicolas Mahut         | Serhij Stachovsky Lovro Zovko             | 6-7(4), 6-3, [10-8]                 |         |
| 7.                                       | 10 januari 2010   | Nieuw-Caledonië      | Hardcourt     | Nicolas Devilder      | Flavio Cipolla Simone Vagnozzi            | 5-7, 6-2, [10-8]                    |         |
| 8.                                       | 7 maart 2010      | Cherbourg            | Hardcourt (i) | Nicolas Mahut         | Harsh Mankad Adil Shamasdin               | 6-2, 6-4                            |         |
| 9.                                       | 21 maart 2010     | Sarajevo             | Hardcourt (i) | Nicolas Mahut         | Ivan Dodig Lukáš Rosol                    | 7-6(7), 6-7(7), [10-5]              |         |
| 10.                                      | 16 mei 2010       | Bordeaux             | Gravel        | Nicolas Mahut         | Karol Beck Leoš Friedl                    | 5-7, 6-3, [10-7]                    |         |
| 11.                                      | 12 september 2010 | Saint-Remy           | Hardcourt     | Gilles Müller         | Andis Juska Deniss Pavlovs                | 6-0, 2-6, [13-11]                   |         |
| 12.                                      | 17 juli 2011      | Granby               | Hardcourt     | Karol Beck            | Matthias Banchinger Frank Moser           | 6-1, 6-3                            |         |
| 13.                                      | 11 september 2011 | Saint-Remy           | Hardcourt     | Pierre-Hugues Herbert | Arnauld Clement Nicolas Renavand          | 6-0, 4-6, 10-7                      |         |
| 14.                                      | 9 januari 2016    | Nieuw-Caledonië      | Hardcourt     | Julien Benneteau      | Grégoire Barrère Tristan Lamasine         | 7-6(4), 3-6, [10-5]                 |         |
| 15.                                      | 13 november 2016  | Mouilleron           | Hardcourt (i) | Jonathan Eysseric     | Johan Brunström Andreas Siljestrom        | 6-7(1), 7-6(3), [11-9]              |         |
| 16.                                      | 2 oktober 2022    | Orléans              | Hardcourt (i) | Nicolas Mahut         | Michael Geerts Skander Mansouri           | 6-2, 6-4                            |         |

### Gemengd dubbelspel
| nr.                                 | finale            | toernooi | ondergrond | partner          | tegenstanders            | score            |         |
| ----------------------------------- | ----------------- | -------- | ---------- | ---------------- | ------------------------ | ---------------- | ------- |
| gewonnen finales gemengd dubbelspel |                   |          |            |                  |                          |                  |         |
| verloren finales gemengd dubbelspel |                   |          |            |                  |                          |                  |         |
| 1.                                  | 10 september 2022 | US Open  | Hardcourt  | Kirsten Flipkens | John Peers Storm Sanders | 6-4, 4-6, [7-10] | details |

## Resultaten grote toernooien
| Legenda | Legenda                          |
| ------- | -------------------------------- |
| g.t.    | geen toernooi gehouden           |
| l.c.    | lagere categorie                 |
| –       | niet deelgenomen                 |
| G       | uitgeschakeld in de groepsfase   |
| 1R      | uitgeschakeld in de eerste ronde |
| 2R      | uitgeschakeld in de tweede ronde |
| 3R      | uitgeschakeld in de derde ronde  |
| 4R      | uitgeschakeld in de vierde ronde |
| KF      | uitgeschakeld in de kwartfinale  |
| HF      | uitgeschakeld in de halve finale |
| F       | de finale verloren               |
| W       | het toernooi gewonnen            |
| w-v     | winst/verlies-balans             |

### Enkelspel
| Toernooi        | 2007 | 2008 | 2009 | 2010 | 2011 | 2012 | 2013 | 2014 | 2015 | 2016 |
| --------------- | ---- | ---- | ---- | ---- | ---- | ---- | ---- | ---- | ---- | ---- |
| Australian Open | –    | 1R   | –    | –    | –    | 2R   | 2R   | 3R   | 2R   | –    |
| Roland Garros   | 3R   | –    | –    | 2R   | 1R   | 2R   | 2R   | 1R   | 1R   | –    |
| Wimbledon       | 3R   | 1R   | 1R   | –    | 1R   | 1R   | 1R   | 2R   | –    | 2R   |
| US Open         | 1R   | –    | –    | –    | 1R   | 1R   | 2R   | 1R   | –    | –    |

### Mannendubbelspel
| Grandslamtoernooien  |      |      |      |      |      |      |      |      |      |      |      |      |      |      |      |      |      |      |      |      |      |      |      |      |
| Australian Open      | –    | –    | –    | –    | –    | 2R   | –    | –    | 1R   | –    | 3R   | 3R   | KF   | 1R   | 2R   | 3R   | 2R   | 2R   | 1R   | 1R   | 2R   |      |      |      |
| Roland Garros        | 1R   | 2R   | 2R   | –    | 1R   | 1R   | 1R   | 2R   | 1R   | 2R   | 2R   | W    | 3R   | KF   | 2R   | KF   | 1R   | 3R   | 1R   | 2R   | 3R   |      |      |      |
| Wimbledon            | –    | –    | –    | –    | –    | –    | –    | –    | –    | KF   | HF   | KF   | 2R   | F    | 2R   | 2R   | F    | g.t. | 2R   | KF   | 3R   |      |      |      |
| US Open              | –    | –    | –    | –    | 1R   | –    | –    | –    | –    | 2R   | 3R   | 1R   | 3R   | 1R   | KF   | KF   | 2R   | 1R   | –    | 1R   | 3R   |      |      |      |
| ATP Finals           |      |      |      |      |      |      |      |      |      |      |      |      |      |      |      |      |      |      |      |      |      |      |      |      |
| ATP Finals           | –    | –    | –    | –    | –    | –    | –    | –    | –    | –    | –    | HF   | –    | –    | –    | –    | –    | F    | –    | –    | HF   |      |      |      |
| ATP Masters 1000     |      |      |      |      |      |      |      |      |      |      |      |      |      |      |      |      |      |      |      |      |      |      |      |      |
| Indian Wells         | –    | –    | –    | –    | –    | –    | –    | –    | –    | –    | –    | 2R   | 1R   | HF   | 1R   | 1R   | 1R   | g.t. | –    | F    | HF   |      |      |      |
| Miami                | –    | –    | –    | –    | –    | –    | –    | –    | –    | –    | 1R   | 2R   | 2R   | 1R   | –    | 2R   | HF   | g.t. | 1R   | 2R   | W    |      |      |      |
| Monte Carlo          | –    | –    | –    | –    | –    | –    | –    | –    | –    | 1R   | –    | KF   | KF   | 2R   | 2R   | HF   | 2R   | g.t. | 2R   | 1R   | 1R   |      |      |      |
| Hamburg              | –    | –    | –    | –    | –    | –    | l.c. | l.c. | l.c. | l.c. | l.c. | l.c. | l.c. | l.c. | l.c. | l.c. | l.c. | l.c. | l.c. | l.c. | l.c. | l.c. | l.c. | l.c. |
| Madrid               | –    | –    | –    | –    | –    | –    | –    | –    | –    | –    | –    | 1R   | 2R   | –    | F    | 2R   | 1R   | g.t. | 1R   | 1R   | HF   |      |      |      |
| Rome                 | –    | –    | –    | –    | –    | –    | –    | –    | –    | –    | –    | 2R   | –    | HF   | 1R   | 2R   | 1R   | HF   | 1R   | 1R   | 1R   |      |      |      |
| Montreal/Toronto     | 1R   | –    | –    | –    | –    | –    | –    | –    | –    | –    | –    | KF   | F    | 1R   | KF   | 1R   | 1R   | g.t. | –    | 1R   | KF   |      |      |      |
| Cincinnati           | –    | –    | –    | –    | –    | –    | –    | –    | –    | –    | HF   | HF   | W    | 1R   | 2R   | 2R   | 2R   | 2R   | –    | HF   | HF   |      |      |      |
| Shanghai             | l.c. | l.c. | l.c. | l.c. | l.c. | l.c. | –    | –    | –    | –    | 2R   | F    | HF   | 1R   | 1R   | 1R   | HF   | g.t. | g.t. | g.t. | 2R   |      |      |      |
| Parijs               | –    | –    | –    | –    | 1R   | –    | –    | 1R   | 2R   | 1R   | KF   | 2R   | 2R   | 2R   | 2R   | 2R   | 2R   | HF   | –    | 2R   | W    |      |      |      |
| Olympische Spelen    |      |      |      |      |      |      |      |      |      |      |      |      |      |      |      |      |      |      |      |      |      |      |      |      |
| Olympische Spelen    | g.t. | –    | g.t. | g.t. | g.t. | –    | g.t. | g.t. | g.t. | –    | g.t. | g.t. | g.t. | –    | g.t. | g.t. | g.t. | g.t. | –    | g.t. | g.t. |      |      |      |
| Statistieken         |      |      |      |      |      |      |      |      |      |      |      |      |      |      |      |      |      |      |      |      |      |      |      |      |
| Totaal aantal titels | 0    | 0    | 0    | 0    | 0    | 0    | 0    | 0    | 0    | 3    | 3    | 2    | 3    | 2    | 1    | 2    | 4    | 1    | 1    | 1    | 5    | 0    |      |      |
| Eindejaarsranking    | 324  | 320  | 191  | 291  | 293  | 219  | 170  | 98   | 133  | 43   | 17   | 7    | 17   | 17   | 26   | 24   | 16   | 15   | 42   | 32   | 11   |      |      |      |

### Gemengd dubbelspel
| Grandslamtoernooien |    |      |      |      |    |      |      |      |    |      |      |      |      |    |      |      |  |
| Australian Open     | –  | –    | –    | –    | –  | –    | –    | –    | –  | 1R   | KF   | 1R   | 1R   | –  | –    | 1R   |  |
| Roland Garros       | 1R | –    | –    | –    | 2R | 1R   | 1R   | 1R   | HF | HF   | 2R   | 2R   | g.t. | 2R | –    | 1R   |  |
| Wimbledon           | –  | –    | –    | –    | –  | –    | –    | 2R   | –  | 2R   | 3R   | 3R   | g.t. | KF | KF   | 1R   |  |
| US Open             | –  | –    | –    | –    | –  | 2R   | –    | –    | –  | 1R   | KF   | 2R   | g.t. | –  | F    | –    |  |
| Olympische Spelen   |    |      |      |      |    |      |      |      |    |      |      |      |      |    |      |      |  |
| Olympische Spelen   | –  | g.t. | g.t. | g.t. | –  | g.t. | g.t. | g.t. | –  | g.t. | g.t. | g.t. | g.t. | –  | g.t. | g.t. |  |